# Giovanni Manzuoli
Giovanni Manzuoli ("Succianoccioli") (1720-1782) nacido en Florencia, Italia, fue un castrato italiano.
Llegó a cantar como una soprano y más tarde debido a la edad pasó a cantar en la tesitura de una contralto. Llegó a ser muy famoso; Charles Burney aseguraba que después de Farinelli no había escuchado una voz tan potente como la de Manzuoli.
Manzuoli comenzó su carrera en 1731, se trasladó y comenzó a interpretar en Nápoles (incluso en el Teatro di San Carlo). En la actualidad constan documentos de que se estableció e interpretó óperas en estos lugares: 
- 1749-1752 Madrid
- 1754 Parma
- 1755 Lisboa y Madrid
- 1755-1764 Italia
- 1760 Viena
- 1764-1765 Londres (King's Theatre)
- 1768-1771 Milán

## Encuentro con Mozart
En su estancia en Londres pudo conocer a Mozart. Mozart fue generoso con Manzuoli y sus asesoramientos vocales. Le dedicó un aria con texto sacado del Ezio de Metastasio, una de sus primeras composiciones vocales, Va dal furor portata. Después del encuentro londinense, Mozart y Manzuoli se volverían a ver en Milán para el estreno de la pastoral Ascanio in Alba, de la cual el castrado sería protagonista.

## Descripción de Charles Burney
Charles Burney escribe sobre Manzuoli de esta manera: la voz soprano de manzuoli fue la voz más poderosa y voluminosa que jamás se había oído en nuestro escenario desde la época de Farinelli, y su forma de cantar era grandiosa y llena de dignidad , los aplausos que recibió fue un estruendo universal de aclamación.